# Andrea Hubner
Andrea Hubner (República Democrática Alemana, 17 de febrero de 1957) es una nadadora alemana retirada especializada en pruebas de cuatro estilos, donde consiguió ser campeona mundial en 1973 en los 200 metros estilos.

## Carrera deportiva
En el Campeonato Mundial de Natación de 1973 celebrado en Belgrado (Yugoslavia), ganó la medalla de oro en los 200 metros estilos, con un tiempo de 2:20.51 segundos que fue récord del mundo, por delante de la también alemana Kornelia Ender  (plata con 2:21.21 segundos) y la estadounidense Kathy Heddy  (bronce con 2:23.84 segundos); también ganó el oro en los relevos de 4x100 metros estilo libre, con un tiempo de 3:52.45 segundos que fue récord del mundo, por delante de Estados Unidos y Alemania del Oeste.